# LGV Jinan - Qingdao
 (juin 2020).
Si vous disposez d'ouvrages ou d'articles de référence ou si vous connaissez des sites web de qualité traitant du thème abordé ici, merci de compléter l'article en donnant les références utiles à sa vérifiabilité et en les liant à la section « Notes et références ».
La LGV Jinan - Qingdao (chinois : 济青高速铁路 ; pinyin : jǐ-qīng gāosù tiělù) est une ligne à grande vitesse située dans la province du Shandong, reliant la ville-préfecture de Jinan (Ji dans le nom chinois), sa capitale, à celle de Qingdao (Qing dans le nom chinois), entrée en activité le 26 décembre 2018, et ayant une vitesse de référence de 300 km/h et une vitesse commerciale maximale de 350 km/h entre Jinan et la gare de Gare de Jiaozhou-Nord, située dans la ville-district de Jiaozhou à Qingdao, puis 250 km/h dans Qingdao.
Elle est intégrée au couloir Qingdao - Yinchuan (zh), reliant La province du Shandong à Yinchuan, capitale de la région autonome hui du Ningxia, au sein du réseau de ligne LGV huit verticales, huit horizontales (chinois : 八纵八横 ; pinyin : bā zòng bā héng), ossature en grille du réseau des lignes à grande vitesse chinoises.
La LGV dessert l'aéroport international de Qingdao-Jiaodong, en cours de construction, où il sera également possible d'échanger avec la ligne 8 du métro de Qingdao.
Cette ligne double également la LGV Jiaozhou - Jinan mise en service en 2008, mais limitée à 250 km/h.